# 7931 Kristianpedersen
A 7931 Kristianpedersen (ideiglenes jelöléssel 1988 EB1) a Naprendszer kisbolygóövében található aszteroida. Poul Jensen fedezte fel 1988. március 13-án.